# Ostróda
Ostróda (dříve Ostród, německy  Osterode in Ostpreußen) je město v Polsku ve Varmijsko-mazurském vojvodství v okrese Ostróda. Je sídlem stejnojmenné vesnické gminy. V letech 1975–1998 administrativně patřilo k Olštýnskému vojvodství. V roce 2024 zde žilo 31 336 obyvatel.

## Geografie
Ostróda leží na severovýchodě Polska. Městem protéká řeka Drwęca. Město je spojeno s Elblągem vodním kanálem. V katastru města se nachází několik jezer, například Drwęckie, Smordy, Puzy, Sajmino a Perskie.
Historicky leží v Horním Prusku. Etnograficky patří do Mazur. Podle fyzicko-geografické regionalizace Polska leží na rozhraní údolí Drwęcy a Olštýnské roviny.

## Partnerská města
- Osterode am Harz, Německo (1994)
- Šilutė, Litva (2001)